# Championnats du monde de trampoline
Les Championnats du monde de trampoline sont organisés par la Fédération internationale de gymnastique depuis 1964. Cet évènement comprend des épreuves de tumbling.
La périodicité des championnats du monde a changé plusieurs fois : d'abord organisés toutes les années jusqu'en 1968, ils ont ensuite eu lieu tous les deux ans, d'abord les années paires puis les années impaires à partir de 1999. Puis ils sont redevenus annuels à partir de 2009 à l'exception des années olympiques (soit 3 éditions tous les cycles de 4 ans).
Que ce soit côté féminin et côté masculin, le record du nombre de titres en trampoline individuel est de 5. C'est l'Américaine Judy Wills Cline qui détient le record chez les femmes, qui plus est 5 d'affilée (mais à une époque où les championnats étaient annuels). Côté masculin, c'est le Russe Alexander Moskalenko qui détient le record.

## Éditions
| Année | N°  | Localisation des Mondiaux | Localisation des Mondiaux | Champions (Trampoline Individuel) | Champions (Trampoline Individuel) | Épr. | Tableau des médailles | Tableau des médailles | Tableau des médailles |
| Année | N°  | Ville hôte                | Pays                      | Homme                             | Femme                             | Épr. | Médaille d'or         | Médaille d'argent     | Médaille de bronze    |
| ----- | --- | ------------------------- | ------------------------- | --------------------------------- | --------------------------------- | ---- | --------------------- | --------------------- | --------------------- |
| 1964  | 1re | Londres                   | Royaume-Uni               | Dan Millman                       | Judy Wills Cline                  | 2    | USA                   | GBR                   | RSA                   |
| 1965  | 2e  | Londres                   | Royaume-Uni               | Gary Erwin                        | Judy Wills Cline                  | 5    | USA                   | GBR                   | FRG                   |
| 1966  | 3e  | Lafayette                 | États-Unis                | Wayne Miller                      | Judy Wills Cline                  | 6    | USA                   | RSA                   | FRG                   |
| 1967  | 4e  | Londres                   | Royaume-Uni               | David Jacobs                      | Judy Wills Cline                  | 4    | USA                   | FRG                   | GBR                   |
| 1968  | 5e  | Amersfoort                | Pays-Bas                  | David Jacobs                      | Judy Wills Cline                  | 4    | USA                   | FRG                   | GBR                   |
| 1970  | 6e  | Berne                     | Suisse                    | Wayne Miller                      | Renee Ransom                      | 4    | USA                   | RSA                   | FRG                   |
| 1972  | 7e  | Stuttgart                 | Allemagne de l'Ouest      | Paul Luxon                        | Alexandra Nicholson               | 4    | USA                   | GBR                   | FRG                   |
| 1974  | 8e  | Johannesbourg             | Afrique du Sud            | Richard Tison                     | Alexandra Nicholson               | 4    | USA                   | FRG                   | FRA                   |
| 1976  | 9e  | Tulsa                     | États-Unis                | Richard Tison                     | Svetlana Levina                   | 8    | USA                   | URS                   | FRA                   |
| 1978  | 10e | Newcastle                 | Australie                 | Evgeni Janes                      | Tatiana Anismova                  | 8    | USA                   | URS                   | FRG                   |
| 1980  | 11e | Brigue                    | Suisse                    | Stewart Matthews                  | Ruth Keller                       | 8    | USA                   | GBR                   | FRG                   |
| 1982  | 12e | Bozeman                   | États-Unis                | Carl Furrer                       | Ruth Keller                       | 14   | USA                   | AUS                   | FRG                   |
| 1984  | 13e | Osaka                     | Japon                     | Lionel Pioline                    | Susan Shotton                     | 14   | USA                   | AUS                   | GBR                   |
| 1986  | 14e | Paris                     | France                    | Lionel Pioline                    | Tatiana Louchina                  | 14   | URS                   | USA                   | FRG                   |
| 1988  | 15e | Birmingham                | États-Unis                | Vadim Krasnochapka                | Rusudan Khoperia                  | 14   | URS                   | USA                   | AUS                   |
| 1990  | 16e | Essen                     | Allemagne                 | Aleksandr Moskalenko              | Elena Merkulova                   | 14   | URS                   | FRA                   | AUS                   |
| 1992  | 17e | Auckland                  | Nouvelle-Zélande          | Aleksandr Moskalenko              | Elena Merkulova                   | 14   | RUS                   | USA                   | FRA                   |
| 1994  | 18e | Porto                     | Portugal                  | Aleksandr Moskalenko              | Irina Karavaeva                   | 14   | RUS                   | USA                   | FRA                   |
| 1996  | 19e | Vancouver                 | Canada                    | Dmitry Polyarush                  | Tatiana Kovaleva                  | 14   | USA                   | FRA                   | RUS                   |
| 1998  | 20e | Sydney                    | Australie                 | German Khnychev                   | Irina Karavaeva                   | 14   | RUS                   | NZL                   | FRA                   |
| 1999  | 21e | Sun City                  | Afrique du Sud            | Aleksandr Moskalenko              | Irina Karavaeva                   | 14   | RUS                   | CAN                   | UKR                   |
| 2001  | 22e | Odense                    | Danemark                  | Aleksandr Moskalenko              | Anna Dogonadze                    | 14   | RUS                   | UKR                   | POR                   |
| 2003  | 23e | Hanovre                   | Allemagne                 | Henrik Stehlik                    | Karen Cockburn                    | 14   | RUS                   | CAN                   | GBR                   |
| 2005  | 24e | Eindhoven                 | Pays-Bas                  | Alexander Rusakov                 | Irina Karavaeva                   | 14   | RUS                   | CHN                   | POR                   |
| 2007  | 25e | Québec                    | Canada                    | Ye Shuai                          | Irina Karavaeva                   | 14   | RUS                   | CHN                   | CAN                   |
| 2009  | 26e | Saint-Pétersbourg         | Russie                    | Dong Dong                         | Huang Shanshan                    | 14   | CHN                   | RUS                   | POR                   |
| 2010  | 27e | Metz                      | France                    | Dong Dong                         | Li Dan                            | 8    | CHN                   | RUS                   | CAN                   |
| 2011  | 28e | Birmingham                | Royaume-Uni               | Lu Chunlong                       | He Wenna                          | 14   | CHN                   | CAN                   | RUS                   |
| 2013  | 29e | Sofia                     | Bulgarie                  | Dong Dong                         | Rosannagh MacLennan               | 14   | CHN                   | GBR                   | USA                   |
| 2014  | 30e | Daytona Beach             | États-Unis                | Tu Xiao                           | Liu Lingling                      | 8    | CHN                   | RUS                   | USA                   |
| 2015  | 31e | Odense                    | Danemark                  | Gao Lei                           | Li Dan                            | 14   | CHN                   | RUS                   | USA                   |
| 2017  | 32e | Sofia                     | Bulgarie                  | Gao Lei                           | Tatiana Petrenia                  | 14   | CHN                   | RUS                   | BLR                   |
| 2018  | 33e | Saint-Pétersbourg         | Russie                    | Gao Lei                           | Rosannagh MacLennan               | 9    | CHN                   | RUS                   | CAN                   |
| 2019  | 34e | Tokyo                     | Japon                     | Gao Lei                           | Hikaru Mori                       | 15   | RUS                   | JPN                   | GBR                   |
| 2021  | 35e | Bakou                     | Azerbaïdjan               | Yan Langyu                        | Bryony Page                       | 15   | RGF                   | CHN                   | GBR                   |
| 2022  | 36e | Sofia                     | Bulgarie                  | Dylan Schmidt                     | Hikaru Mori                       | 15   | GBR                   | AUS                   | JPN                   |
| 2023  | 37e | Birmingham                | Royaume-Uni               | Yan Langyu                        | Bryony Page                       | 15   | USA                   | GBR                   | CHN                   |

## Tableau des médailles
Mis à jour après l'édition 2023.
| Rang  | Nation                          | Or  | Argent | Bronze | Total |
| ----- | ------------------------------- | --- | ------ | ------ | ----- |
| 1     | États-Unis                      | 76  | 74     | 57     | 207   |
| 2     | Russie                          | 76  | 42     | 43     | 161   |
| 3     | Chine                           | 57  | 34     | 10     | 101   |
| 4     | Royaume-Uni                     | 28  | 41     | 42     | 111   |
| 5     | Union soviétique                | 25  | 13     | 9      | 47    |
| 6     | France                          | 22  | 29     | 32     | 83    |
| 7     | Canada                          | 17  | 27     | 35     | 79    |
| 8     | Australie                       | 16  | 17     | 21     | 54    |
| 9     | Portugal                        | 12  | 14     | 14     | 40    |
| 10    | Japon                           | 12  | 10     | 12     | 34    |
| 11    | Biélorussie                     | 11  | 21     | 20     | 52    |
| 12    | Allemagne de l'Ouest            | 11  | 18     | 22     | 51    |
| 13    | Allemagne                       | 10  | 15     | 14     | 39    |
| 14    | Nouvelle-Zélande                | 9   | 5      | 1      | 15    |
| 15    | Ukraine                         | 7   | 12     | 12     | 31    |
| 16    | Fédération Russe de Gymnastique | 5   | 1      | 3      | 9     |
| 17    | Afrique du Sud                  | 3   | 8      | 17     | 28    |
| 18    | Suède                           | 3   | 1      | 2      | 6     |
| 19    | Espagne                         | 2   | 5      | 4      | 11    |
| 20    | Suisse                          | 2   | 4      | 5      | 11    |
| 21    | Brésil                          | 2   | 1      | 2      | 5     |
| 22    | Azerbaïdjan                     | 2   | 1      | 0      | 3     |
| 23    | Pologne                         | 1   | 5      | 12     | 18    |
| 24    | Pays-Bas                        | 1   | 2      | 3      | 6     |
| 25    | Bulgarie                        | 1   | 2      | 2      | 5     |
| 26    | Danemark                        | 0   | 3      | 5      | 8     |
| 27    | Belgique                        | 0   | 3      | 4      | 7     |
| 28    | Argentine                       | 0   | 1      | 1      | 2     |
| 29    | Écosse                          | 0   | 1      | 0      | 1     |
| 30    | Mexique                         | 0   | 0      | 2      | 2     |
| 31    | Géorgie                         | 0   | 0      | 1      | 1     |
| 31    | Ouzbékistan                     | 0   | 0      | 1      | 1     |
| 31    | Slovaquie                       | 0   | 0      | 1      | 1     |
| Total | Total                           | 411 | 410    | 409    | 1 230 |